# دیوید ترزگه
دیوید سرجیو ترزگه (به فرانسوی: david Sergio Trezeguet) (زاده ۱۵ اکتبر ۱۹۷۷ در روان فرانسه) بازیکن فوتبال پیشین فرانسوی است. وی سابقهٔ حضور در باشگاه‌های فوتبال موناکو و یونتوس را دارد و همچنین از اعضای تیم ملی فرانسه بود که با این تیم به قهرمانی و نایب‌قهرمانی در جام جهانی ۱۹۹۸ و جام جهانی ۲۰۰۶رسید.
نام او در لیست فیفا ۱۰۰ (لیستی از برترین بازیکنان ادوار فوتبال به انتخاب پله) قرار دارد.
او در سال ۲۰۱۵ به عنوان یکی از افسانه‌های جایزه پای طلایی انتخاب شد. ترزگه در ۷۱ بازی طی ده سال برای تیم ملی فرانسه ۳۴ گل به ثمر رساند. ترزگه در یورو ۲۰۰۰ با به ثمر رساندن گل طلایی در فینال مقابل ایتالیا  پیروزی و قهرمانی فرانسه را رقم زد. اما در جام‌جهانی ۲۰۰۶ در بازی فینال مقابل ایتالیا پنالتی خود را از دست داد تا فرانسه به نایب‌قهرمانی برسد.

## زندگی شخصی
ترزگه در روان فرانسه به دنیا آمده و در بوئنوس ایرس آرژانتین رشد یافته‌است. وی فرزند بازیکن قدیمی فرانسوی آرژانتینی جرج ترزگه است که هم‌اکنون به عنوان نماینده وی کار می‌کند. دیوید و همسر وی بیتریس دارای دو فرزند به نام‌های آرون و نوران هستند. همسر وی اسپانیایی است.

## زندگی ورزشی

### زندگی در باشگاه‌ها
ترزگه در سطح باشگاهی برای تیم‌هایی چون اتلتیکو پلاتنسه در لیگ برتر آرژانتین، موناکو در لیگ ۱ فرانسه و یوونتوس در سری آ ایتالیا بازی کرده‌است.
- موناکو

ترزگه در سال ۱۹۹۸ با موناکو پرسرعت‌ترین گل تاریخ جام باشگاه‌های اروپا را با شوتی به سرعت ۱۵۳ کیلومتر بر ساعت در بازی یک چهارم نهایی مقابل منچستر یونایتد به ثمر رساند. وی با موناکو دو بار لیگ ۱ فرانسه را فتح کرد و در سال ۱۹۹۸ به عنوان بهترین بازیکن جوان لیگ ۱ انتخاب شد.
- یوونتوس

ترزگه در دومین سال حضورش در یوونتوس ضمن قهرمانی با این تیم با ۲۴ گل زده در ۳۴ بازی عنوان آقای گلی سری آ را در این فصل به دست آورد. وی در همان سال به عنوان بهترین بازیکن سال سری آ و بهترین بازیکن خارجی سال سری آ نیز انتخاب شد. ترزگه یکی از سه بازیکنی بود که پنالتی‌های خود را در مقابل دیدا دروازه‌بان آث میلان در فینال جام باشگاه‌های اروپا در باخت ۳ بر ۲ مقابل این تیم از دست دادند. این بهترین فرصت ترزگه برای کسب جام باشگاه‌های اروپا بود. در سال ۲۰۰۶ و در ماجرای رسوایی فوتبال ایتالیا (کالچو پولی) که تیم یوونتوس با کسر امتیاز به سری بی سقوط کرد علی‌رغم این که بسیاری از ستاره‌های یوونتوس این تیم را ترک کردند ترزگه در این تیم ماند و به این تیم در بازگشت به سری آ کمک فراوانی نمود. در ۹ دسامبر ۲۰۰۹ ترزگه با زدن تک گل یونتوس در شکست ۱ به ۴ مقابل بایرن مونیخ در جام باشگاه‌های اروپا خود را به عنوان بهترین گل زن خارجی باشگاه یوونتوس با ۱۷۱ گل معرفی کرد
- هرکولس

در ۱۱ سپتامبر ترزگه اولین بازی خود را برای هرکولس در پیروزی ۲ بر صفر مقابل بارسلونا مدافع عنوان قهرمانی انجام داد. ۸ روز بعد اولین گل خود را برای این تیم از روی نقطه پنالتی در باخت ۲ بر ۱ مقابل والنسیا به ثمر رسانید. وی در ۳۰ بازی ۱۲ گل برای این تیم به ثمر رساند و بهترین گل زن فصل این تیم بود.
- بنی یاس

در ۳۰ اوت ۲۰۱۱ ترزگه با قراردادی ۱ ساله به لیگ برتر امارات و بنی یاس پیوست ولی در ۲۱ نوامبر ۲۰۱۱ به دلیل مصدومیتی که وی را تا پایان فصل خانه‌نشین می‌کرد، قرارداد خود را به پایان رساند.
- ریور پلاته

ترزگه در ۱۹ دسامبر ۲۰۱۱ با قراردادی ۳ ساله به تیم ریورپلاته آرژانتین پیوست. وی از کودکی طرفدار این تیم بود.

### زندگی در تیم ملی فرانسه
وی در ۷۱ بازی ملی ۳۱ گل برای فرانسه به ثمر رسانده که از آن جمله می‌توان به گلزنی مقابل عربستان در جام جهانی ۱۹۹۸، گل طلایی مقابل ایتالیا در فینال یورو ۲۰۰۰ که باعث قهرمانی فرانسه در آن بازی‌ها شد و گلزنی مقابل کرواسی در تساوی ۲ بر ۲ در یورو ۲۰۰۴ نام برد. وی در فینال جام جهانی ۲۰۰۶ آخرین پنالتی فرانسه را مقابل ایتالیا از دست داد و باعث از دست رفتن جام برای فرانسه شد. ترزگه در تاریخ ۹ ژوئیه ۲۰۰۸ بازنشستگی خود را از بازی‌های ملی اعلام کرد و با عنوان سومین گلزن ملی تاریخ فرانسه به کار خود پایان داد.